# Motul HRSMP

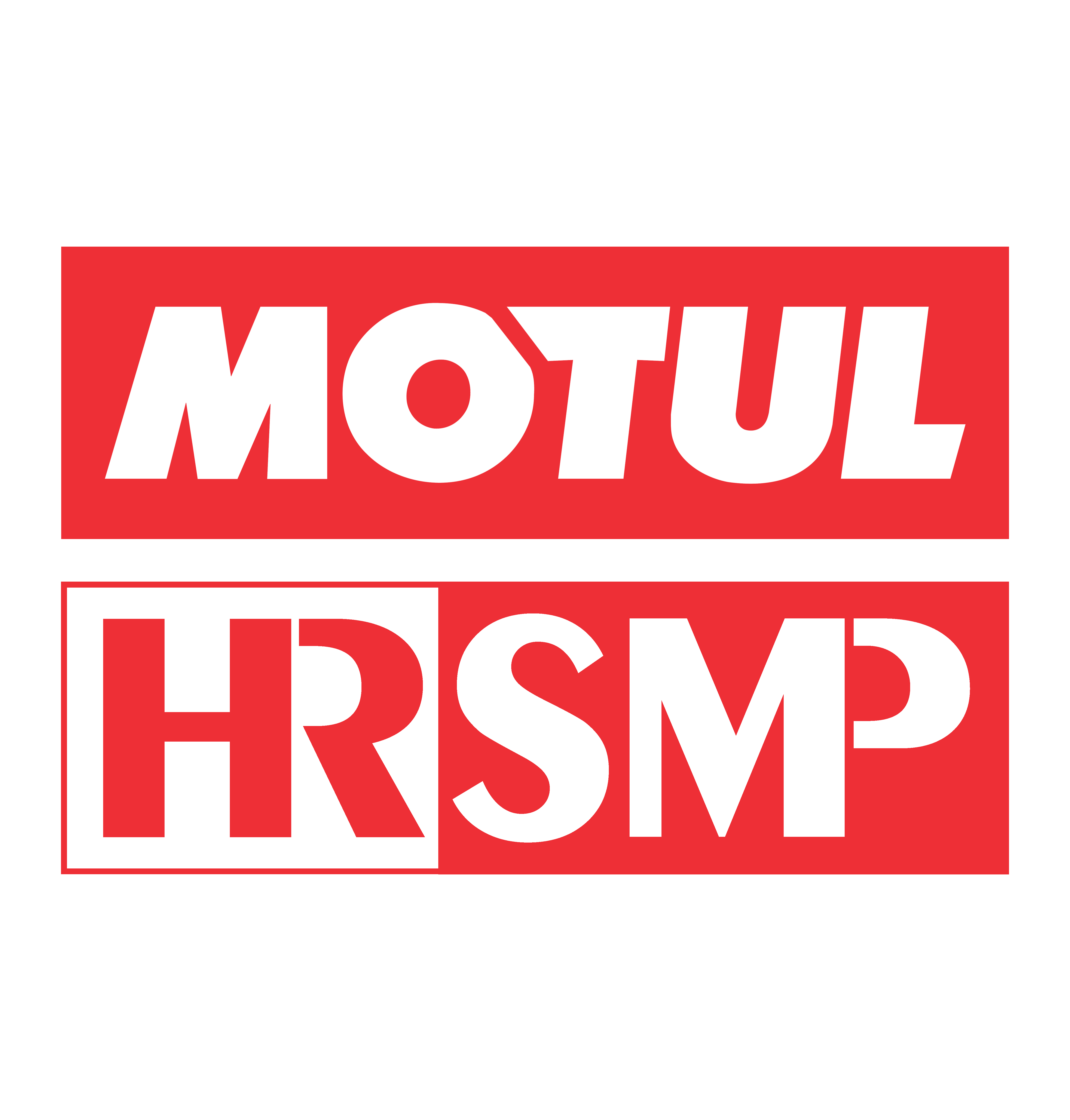

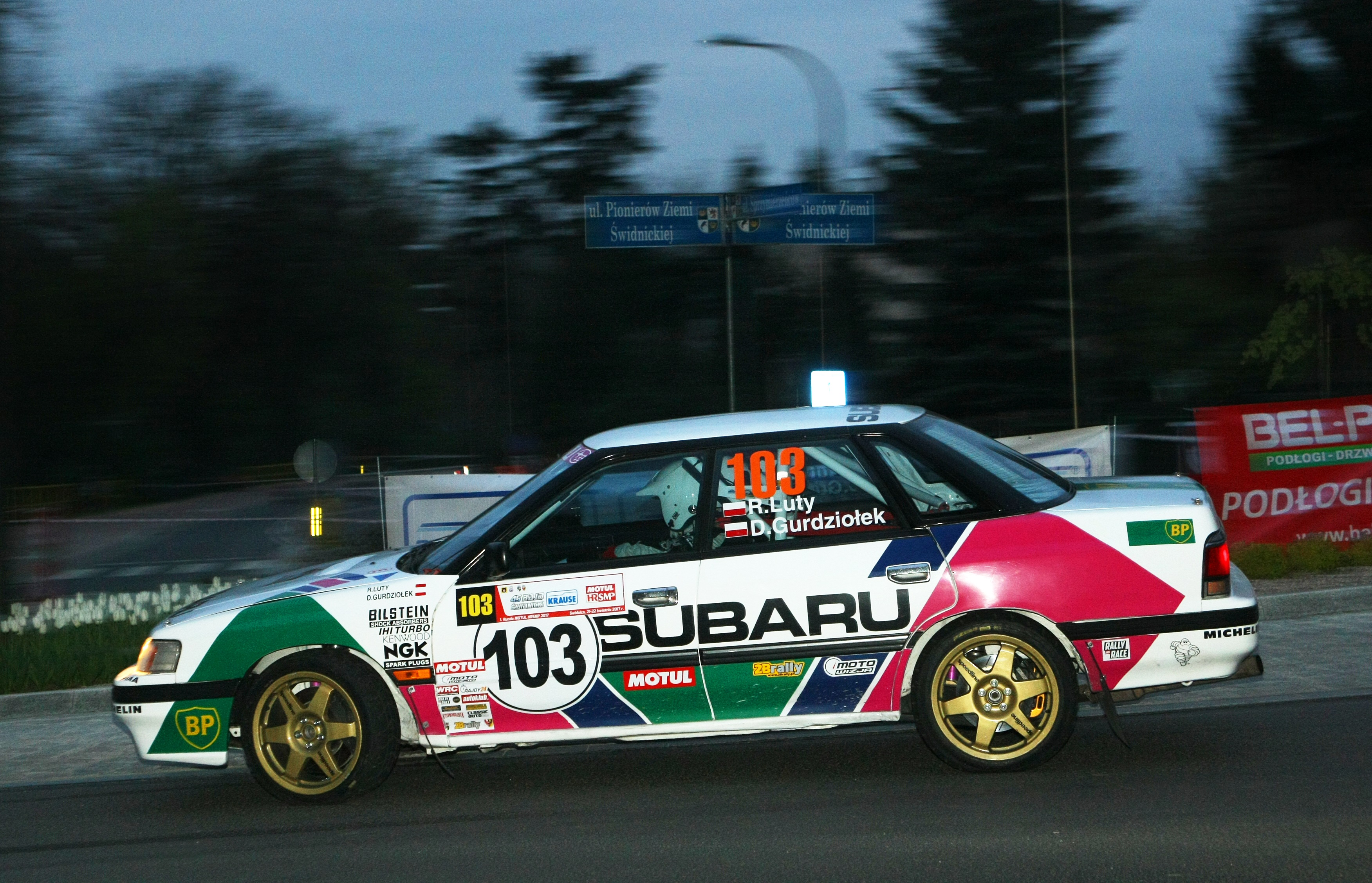
Robert Luty / Dariusz Gurdziołek, Subary Legacy, Rajd Rzeszowiak, 2017

Motul Historyczne Rajdowe Samochodowe Mistrzostwa Polski (Motul HRSMP) – cykl rajdowy PZM nadzorowany przez Główną Komisję Sportu Samochodowego ZG PZM dla kierowców i pilotów rajdowych samochodów historycznych z okresu 1931 -1990. Motul HRSMP jest cyklem odwołującym się do najlepszych historycznych wzorców etyki i kultury rajdowej, w którym każde auto to historia motoryzacji i historia motosportu. Twórcą koncepcji cyklu oraz jego głównym organizatorem jest Mirosław Miernik, obecny Koordynator Rajdów Historycznych PZM. 

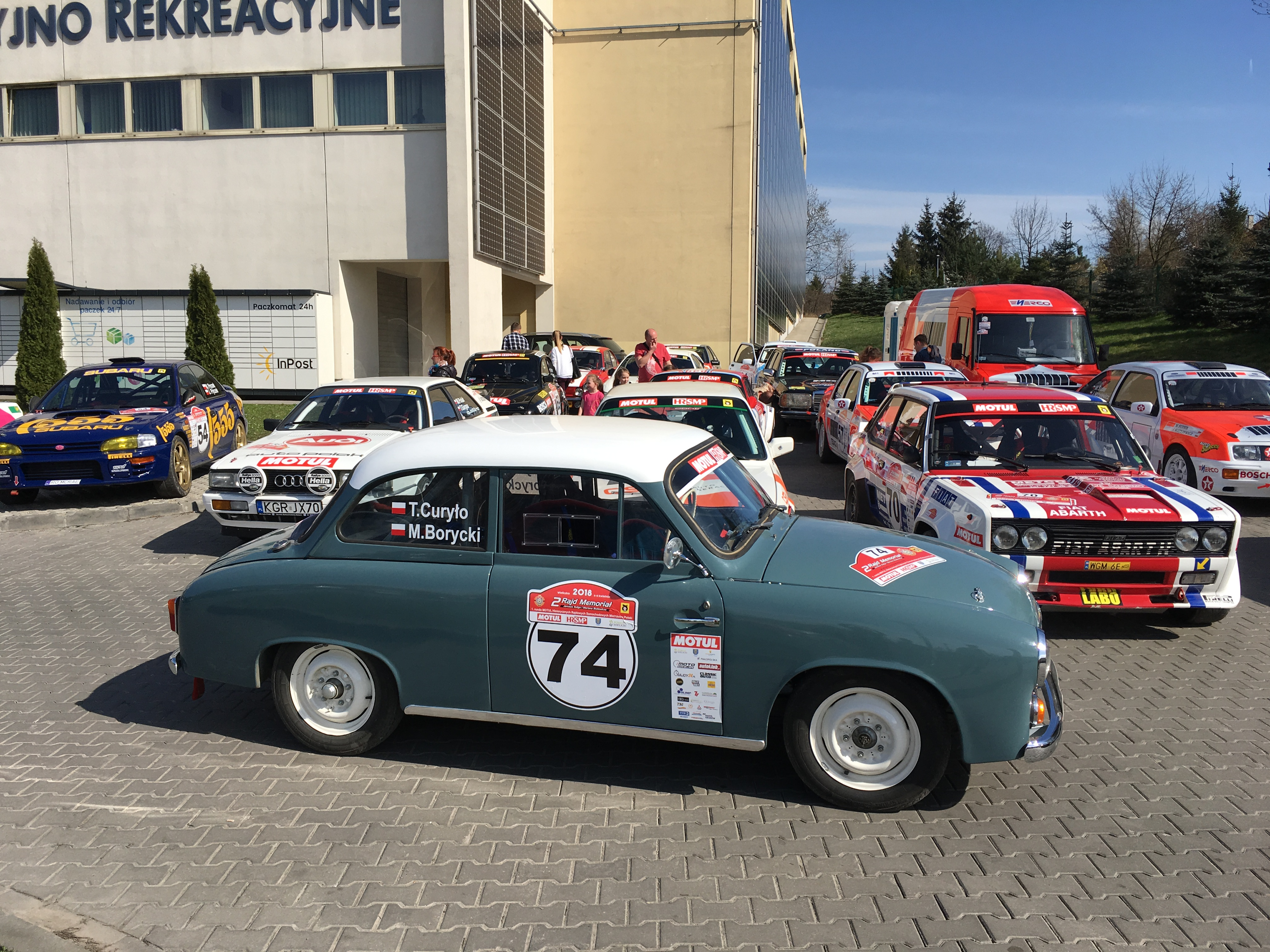
Tomasz Cutrło/ Jarosław Skwarek – Syrena 104 Rajd Memoriał J. Kuliga i M. Bublewicza, Wieliczka 2018

## Historia
Cykl został powołany przez PZM w 2016 roku. Początkowo rozgrywany jako Historyczny Rajdowy Puchar Polski (HRPP), a od roku 2017 jako Mistrzostwa Polski. Początkowo kalendarz rajdowy HRPP oparty był na rajdach okręgowych (RO). Od 2017 cykl startował we wspólnych rundach z RSMP. Od roku 2018 jego kalendarz obejmuje wszystkie 5 asfaltowych rund RSMP. W sezonie 2019 kalendarz obejmował wszystkie rozgrywane w kraju rundy RSMP w tym szutrowy Rajd Polski. Sezon 2020 obejmuje 6 rund (5 krajowych i jedna zagraniczna) i z wyjątkiem szutrowego rajdu na Litwie w pełni pokrywa się z sezonem RSMP.
Do 2023 sponsorem tytularnym cyklu była firma Motul – producent olejów silnikowych.

## Kalendarz
Cykl w 2020 składa się z kalendarza 5 najbardziej kultowych polskich rajdów oraz 1 rundy zagranicznej rozgrywanej na Słowacji:
| runda    | Rajd                      | Nawierzchnia | data                     | baza rajdu   |
| -------- | ------------------------- | ------------ | ------------------------ | ------------ |
| 1. runda | 48. Rajd Świdnicki–Krause | asfalt       | 17.04.2020 do 19.04.2020 | Świdnica     |
| 2. runda | Rajd Nadwiślański 2020    | asfalt       | 08.05.2020 do 10.05.2020 | Puławy       |
| 3. runda | 77. Rajd Polski           | szuter       | 26.06.2020 do 28.06.2020 | Mikołajki    |
| 4. runda | 29 Rajd Rzeszowski        | asfalt       | 06.08.2020 do 08.08.2020 | Rzeszów      |
| 5. runda | Rajd Śląska 2020          | asfalt       | 10.09.2020 do 12.09.2020 | Chorzów      |
| 6. runda | RALLY Košice              | asfalt       | 16.10.2020 do 18.10.2020 | Košice (SVK) |

## Samochody i zawodnicy

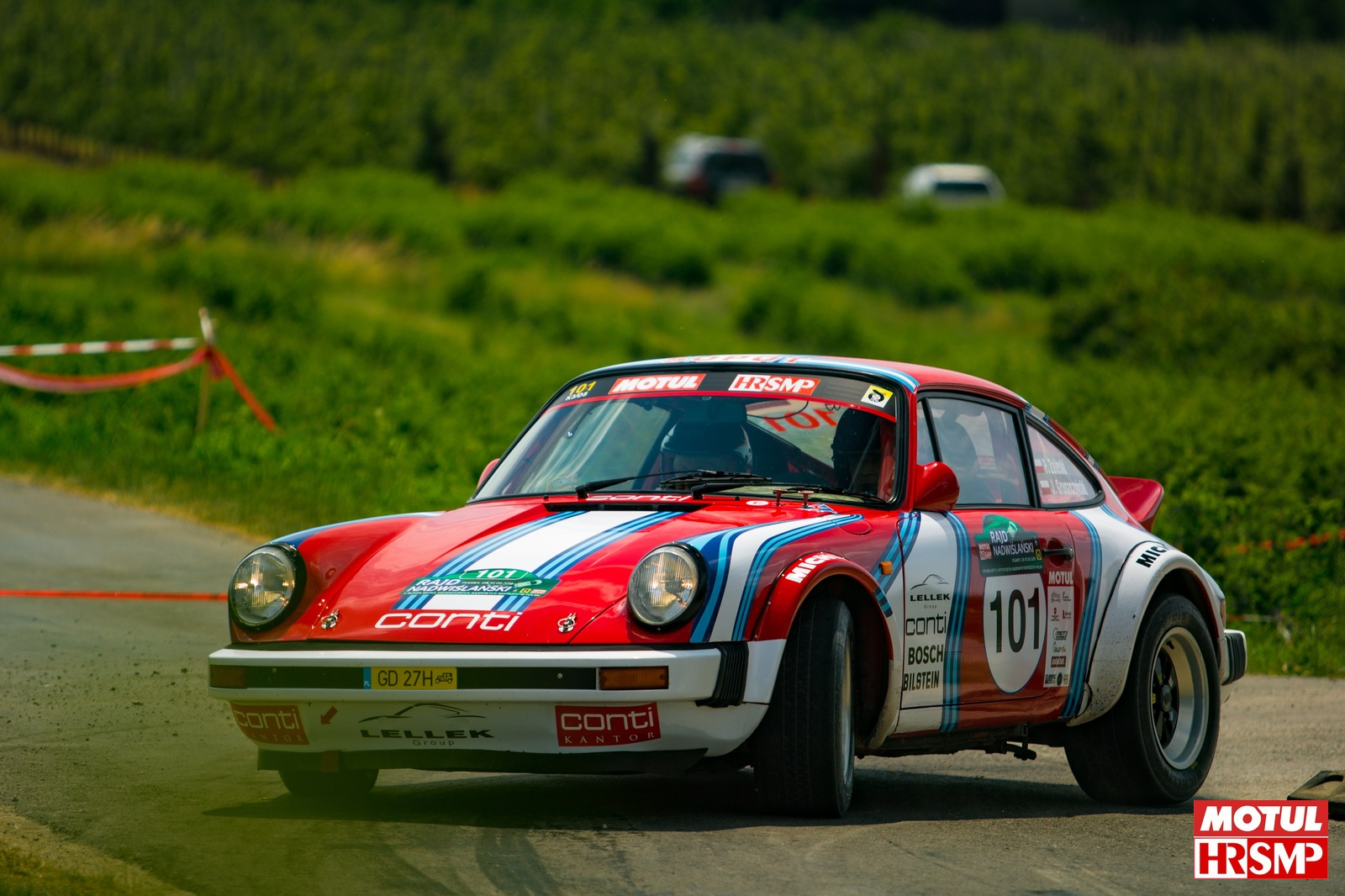
Piotr Zaleski -Jacek Gruszczyński Porsche 911 SC RS Rajd Nadwiślański HRSMP 2018

W cyklu startują samochody w historycznych specyfikacjach technicznych zgodnych z homologacją FIA w jakich startowały w najważniejszych rajdach i cyklach w historii motorsportu: od = ERC (European Rally Championship), przez ICM (International Championship for Manufacturers) do WRC (World Rally Championship) oraz w polskich rajdach, w tym Rajdzie Polski, którego historia sięga lat 20. XX wieku, a od roku 1955 w Mistrzostwach Polski w Rajdach Samochodowych obecnie znanych jako RSMP (Rajdowe Samochodowe Mistrzostwa Polski). W HRSMP startują samochody znane z największych dokonań mistrzów WRC od Walthera Rohla, Jean Claude Andrueta, Colina McRae, Michelle Mouton, Bjorna Waldegarda, Hannu Mikkoli czy Stiga Blomqvista oraz naszych mistrzów Janusza Kuliga, Mariana Bublewicza i Sobiesława Zasady, Dotychczas w cyklu wystartowało 210 zawodników 73 modelami historycznych samochodów rajdowych 26 marek – od Syreny 104 do Subaru Legacy.

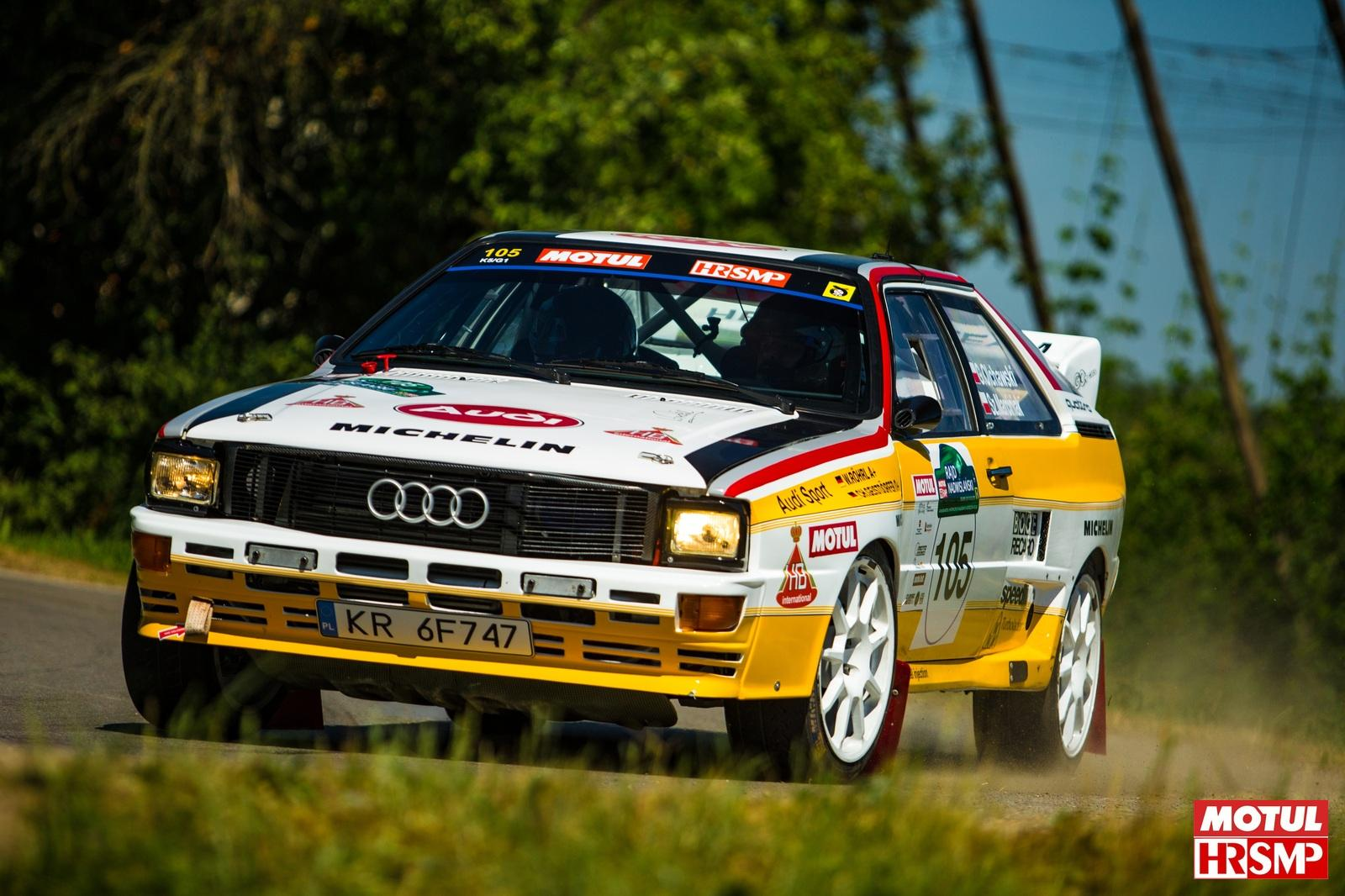
Grzegorz Olchawski – Rajd Nadwiślański HRSMP 2018

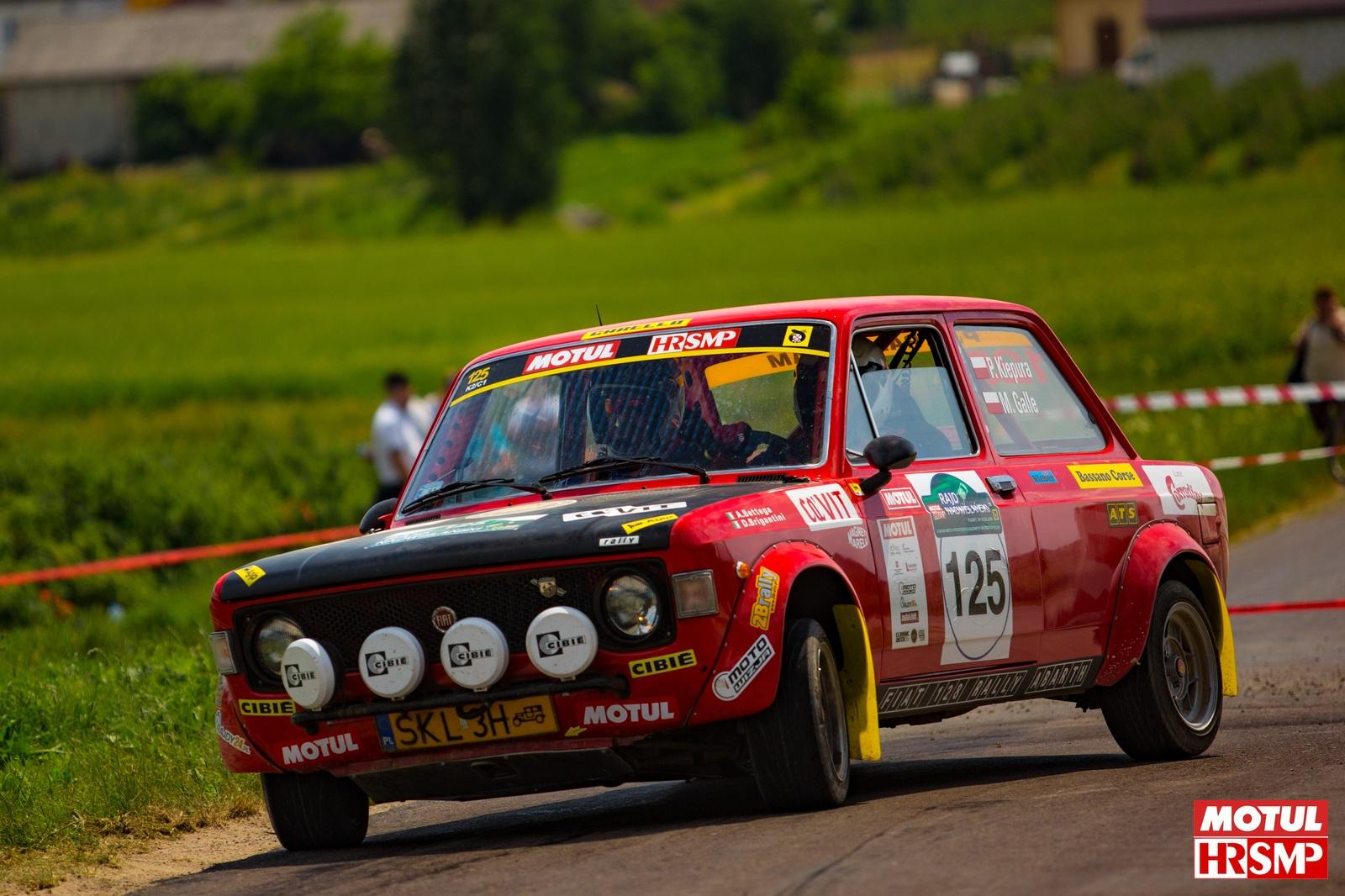
Piotr Kiepura – Michał Galle Fiat 128 Abarth Rally, Rajd Nadwiślański.HRSMP 2018

## Zasady sportowe i klasyfikacje
Rajdy HRSMP rozgrywane są na generalnych zasadach Regulaminu Sportowego Rajdów Regionalnych FIA jakie obowiązują we wszystkich rajdach. Szczególne zasady dotyczące rajdów historycznych określa załącznik K do Międzynarodowego Kodeksu Samochodowego (MKS) FIA. Zgodnie z regulaminem HRSMP 2020 i obowiązującą klasyfikacją historyczną samochody podzielone są na 4 kategorie FIA wg daty homologacji:
| KATEGORIA | SAMOCHODY |
| FIA 1     | wyprodukowane między 1/1/1931 a 31/12/1957 oraz homologowane między 1/1/1958 a 31/12/1969 (wiekowe grupy klasyfikacyjne D, E, F i G1) |
| FIA 2     | homologowane w Grupach 1, 2, 3 i 4 między 1/1/1970 a 31/12/1975 (wiekowe grupy klasyfikacyjne G2, H1)                                 |
| FIA 3     | homologowane w Grupach 1, 2, 3 lub 4 między 1/1/1976 a 31/12/1981 (wiekowe grupy klasyfikacyjne H2, I)                                |
| FIA 4/J1  | homologowane w Grupach A, B i N między 1/1/1982 a 31/12/1985 (wiekowa grupa klasyfikacyjna J-1)                                       |
| FIA 4/J2  | homologowane w Grupach A, B i N między 1/1/1986 a 31/12/1990 (wiekowa grupa klasyfikacyjna J-2)                                       |

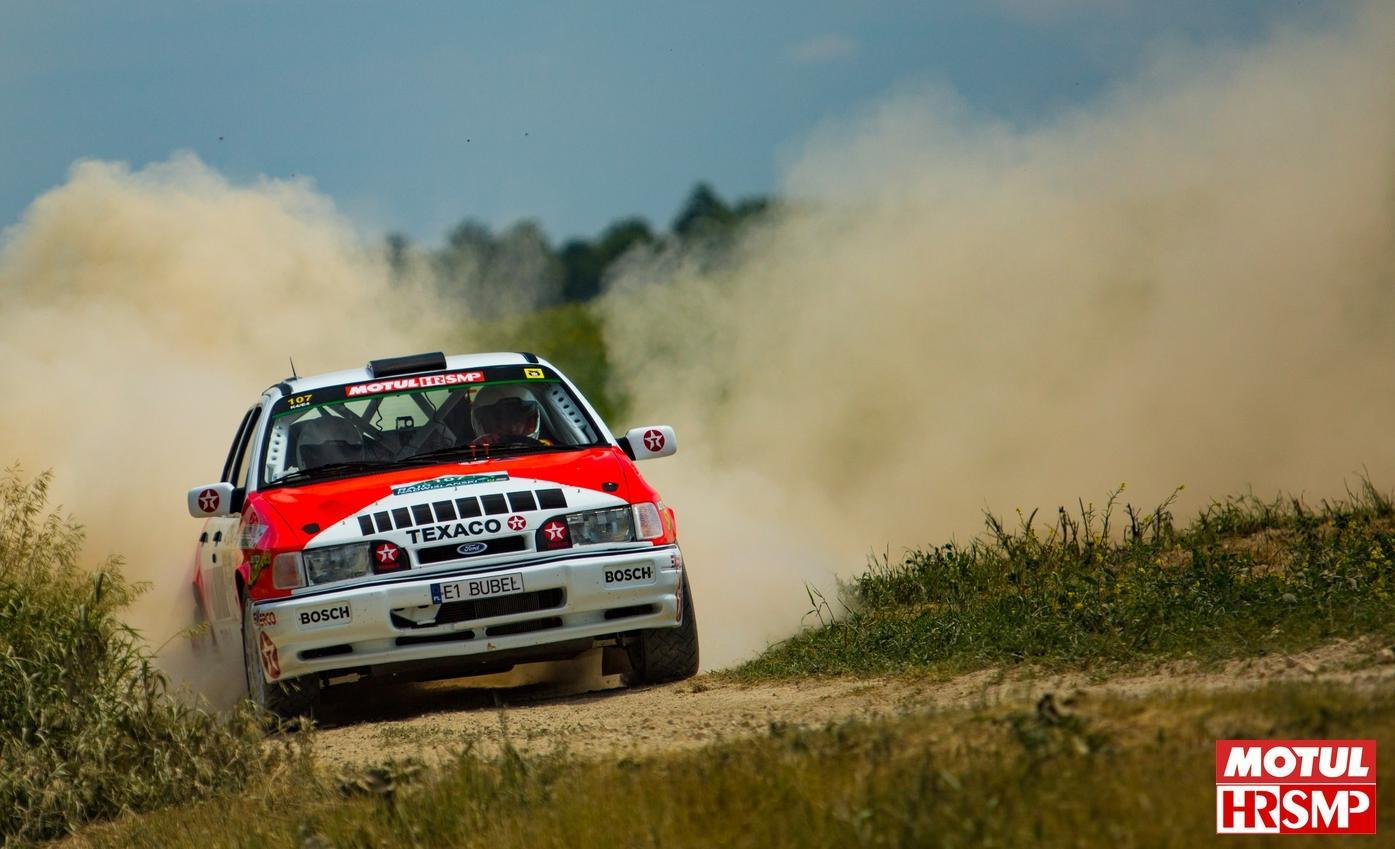
Marek Suder- Jarosław Matyjewicz Ford Sierra Cosworth, Rajd Nadwiślański.HRSMP 2018

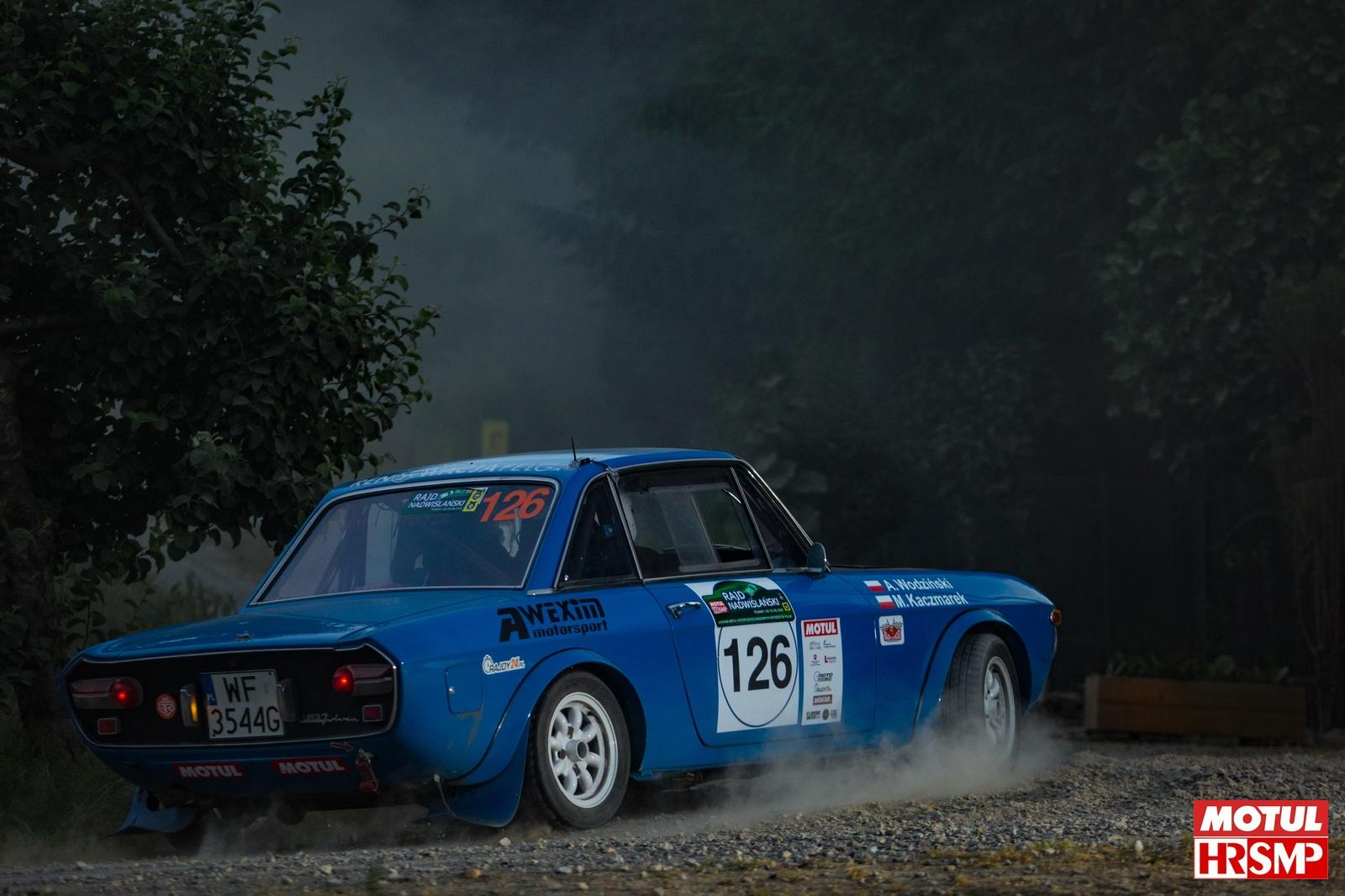
Andrzej Wodziński – Marek Kaczmarek Lancia Fulvia Coupe Rajd Nadwiślański HRSMP 2018

W HRSMP jest dodatkowa, narodowa Historyczna Klasyfikacja Generalna. Obejmuje ona wyłącznie kategorie historyczne FIA 1 do FIA 4/J2. Od Sezonu 2020. Klasyfikacja ta – jak inne w rajdach – ma charakter punktowy, ale po raz pierwszy w HRSMP w sezonie 2020, nie jest to porównanie wyników punktowych zdobytych przez każdego zawodnika we własnej kategorii, ale punktacja nadawana za każdy rajd na podstawie osiągniętego bezwzględnego wyniku czasowego. To taka teoretyczna „super klasyfikacja wszech czasów”, gdyż w niej konkurują bezpośrednio samochody, które nigdy w rajdach ze sobą ani nie startowały, a nie startowały bo pochodzą z różnych epok historii motoryzacji. Dzieli ja taka przepaść technologiczna, że nie da się porównywać ich wyników czasowych, bo to jak porównywać gęsie pióro do komputerowego procesora tekstu. W tej klasyfikacji samochód przednionapędowy, trzycylindrowy, z silnikiem dwusuwowym o pojemności 900 cm³, technologicznie z lat 40 konkuruje bezpośrednio z czteronapędowym boxerem turbo o pojemności prawie 3500 cm³ rodem z lat 90. W tej klasyfikacji tak naprawdę liczy się wynik relatywny. To, że samochód słabszy i młodszy „objeżdża” samochód starszy i słabszy, to żaden sukces i naprawdę niezbyt wielki powód do dumy. Tak potrafi każdy! Ale jak jest na odwrót – co się naprawdę się zdarza – to jest prawdziwy sukces załogi. I tak trzeba patrzeć na tę klasyfikację patrzeć – z uwzględnieniem nie tylko osiągniętego czasu, ale pod kątem technologicznego wieku konkurujących.

## Historic Open
Ponadto w HRSMP jest oddzielna, specjalna, klasyfikacja dla samochodów, których historyczne nadwozia zostały wyposażone w podzespoły wykraczające poza homologacje oraz załącznik J z okresu. Samochody te klasyfikowane są poza klasyfikacją ściśle historyczną w dwóch narodowych kategoriach: Historic Open 2WD oraz Historic Open 4WD.
| Historic Open 2WD  | homologowane do 31.12.1990 z napędem 2WD, których modyfikacje wykraczają poza dopuszczalne w kategoriach FIA, ale spełniają wymogi Regulaminu HRSMP dla kategorii Historic Open. |
| Hoistoric Open 4WD | homologowane do 31.12.1990 z napędem 4WD, których modyfikacje wykraczają poza dopuszczalne w kategoriach FIA, ale spełniają wymogi Regulaminu HRSMP dla kategorii Historic Open. |

## Wymogi zgodności historycznej

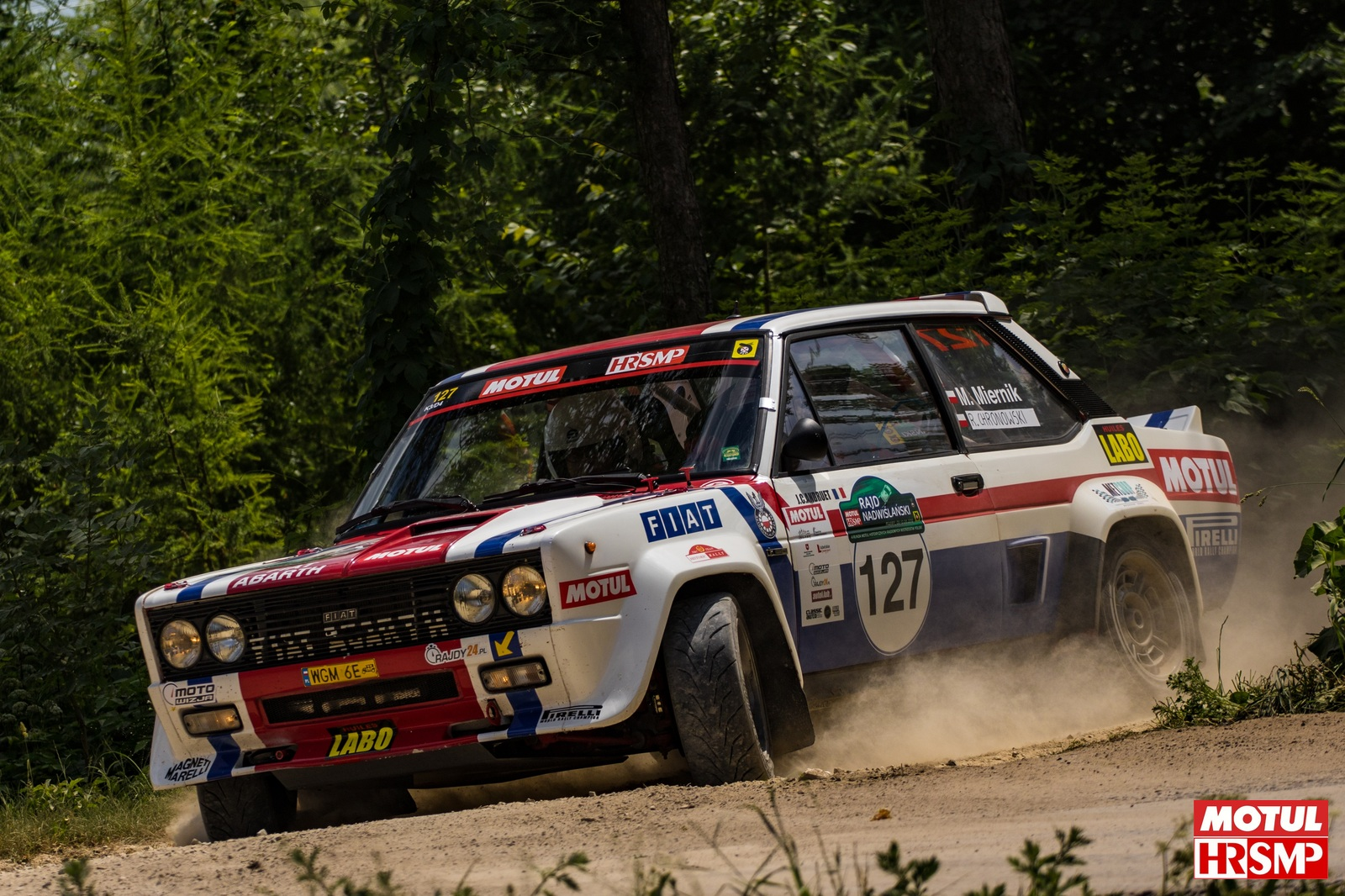
Mirek Miernik-Marcin Leśniewski FIAT 131 Abarth Rally Rajd Nadwiślański HRSMP 2018

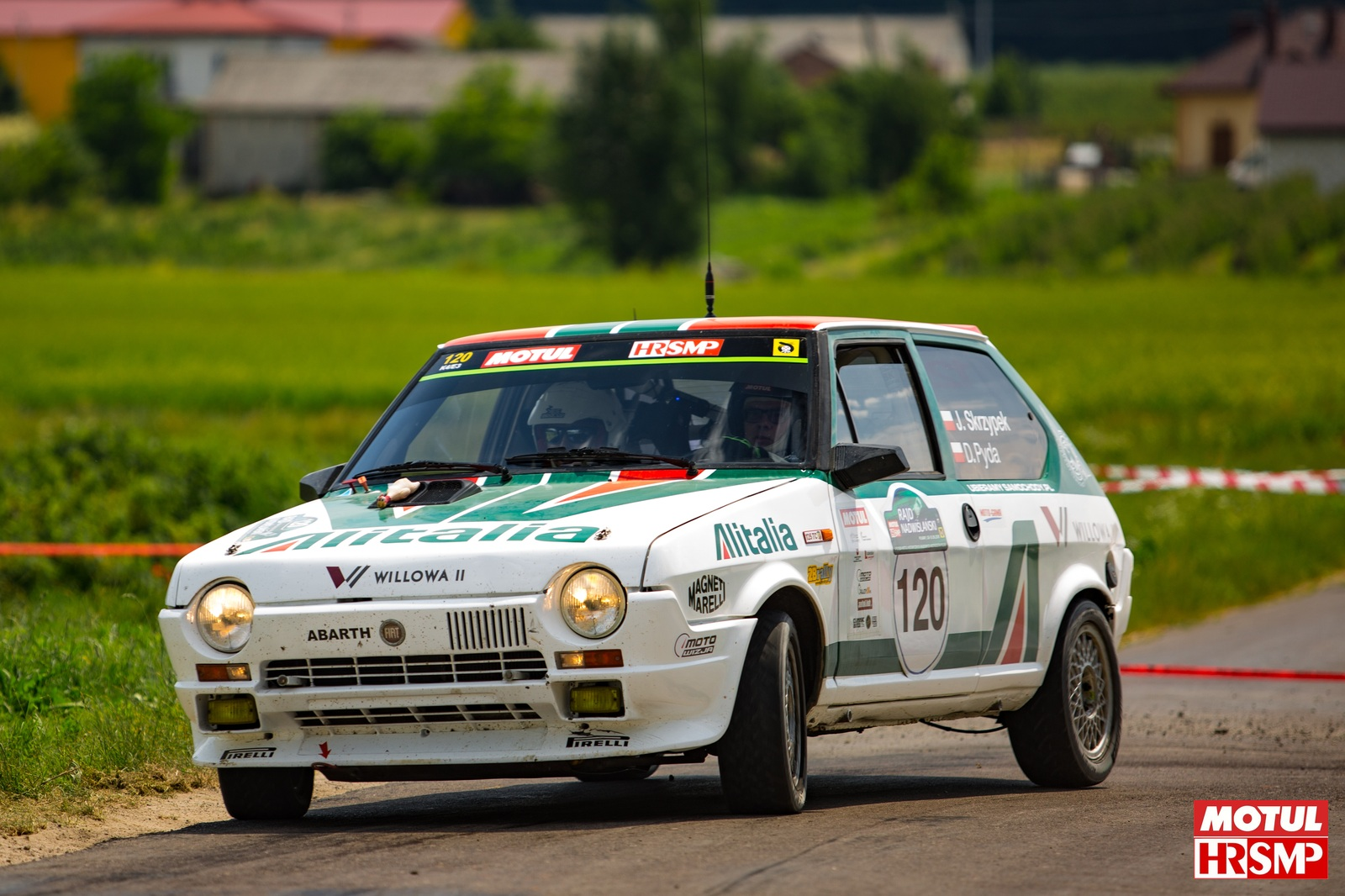
Jerzy Skrzypek – Dariusz Pyda FIAT Ritmo Abarth Rajd Nadwiślański HRSMP 2018

Istotą rajdów historycznych określoną w art. 1 Załącznika K do MS jest zapewnienie samochodom historycznym możliwości konkurowania ze sobą w oparciu oryginalne rozwiązania konstrukcyjne i technologiczne bez wykorzystywania rozwiązań współczesnych. W HRSMP wymagana jest daleko posunięta zgodność z homologacją FIA z okresu startów a zastosowanie współczesnych technologii jest generalnie zakazane, z wyjątkiem modyfikacji ściśle określonych, dopuszczonych przez Regulamin techniczny HRSMP oraz podyktowane nadrzędnymi względami bezpieczeństwa.
W HRSMP obowiązuje Historyczny Narodowy Paszport Techniczny (NHTP), który jest krajowym odpowiednikiem Historycznego Paszportu Technicznego FIA (HTP). Dokument ten określa zakres zgodności samochodu z jego homologacją oraz załącznikiem J z okresu jego homologacji. Z obowiązku posiadania tego dokumentu zwolnieni są jednak startujący bez pomiaru czasu.

## Barwy Historyczne i historyczne oświetlenie
W HRSMP wymagane są barwy historyczne, czyli sposób malowania oraz kolorystyka i charakterystyczne historycznego, rajdowego oklejenie samochodu. Jest to integralny element historycznej zgodności startujących samochodów. Podobnie historycznym wymogiem jest niestosowanie współczesnego oświetlenia. Stąd zakazane jest stosowanie np. oświetlenia LED, które powstało znacznie później niż samochody startujące w tym cyklu.

## Samochody polskie
Wiele polskich samochodów rajdowych nie doczekało się homologacji FIA jednak startowały one z powodzeniem w polskich i międzynarodowych rajdach, a załogi które nimi startowały to czołówka polskich zawodników okresu lat 70. i 80. XX wieku. Regulamin HRSMP przywraca tym samochodom należne miejsce w historii polskich rajdów uznając je za homologowane wg daty pierwszego startu w specyfikacji technicznej wynikającej z danych OBR FSO.

## Wymagane licencje rajdowe

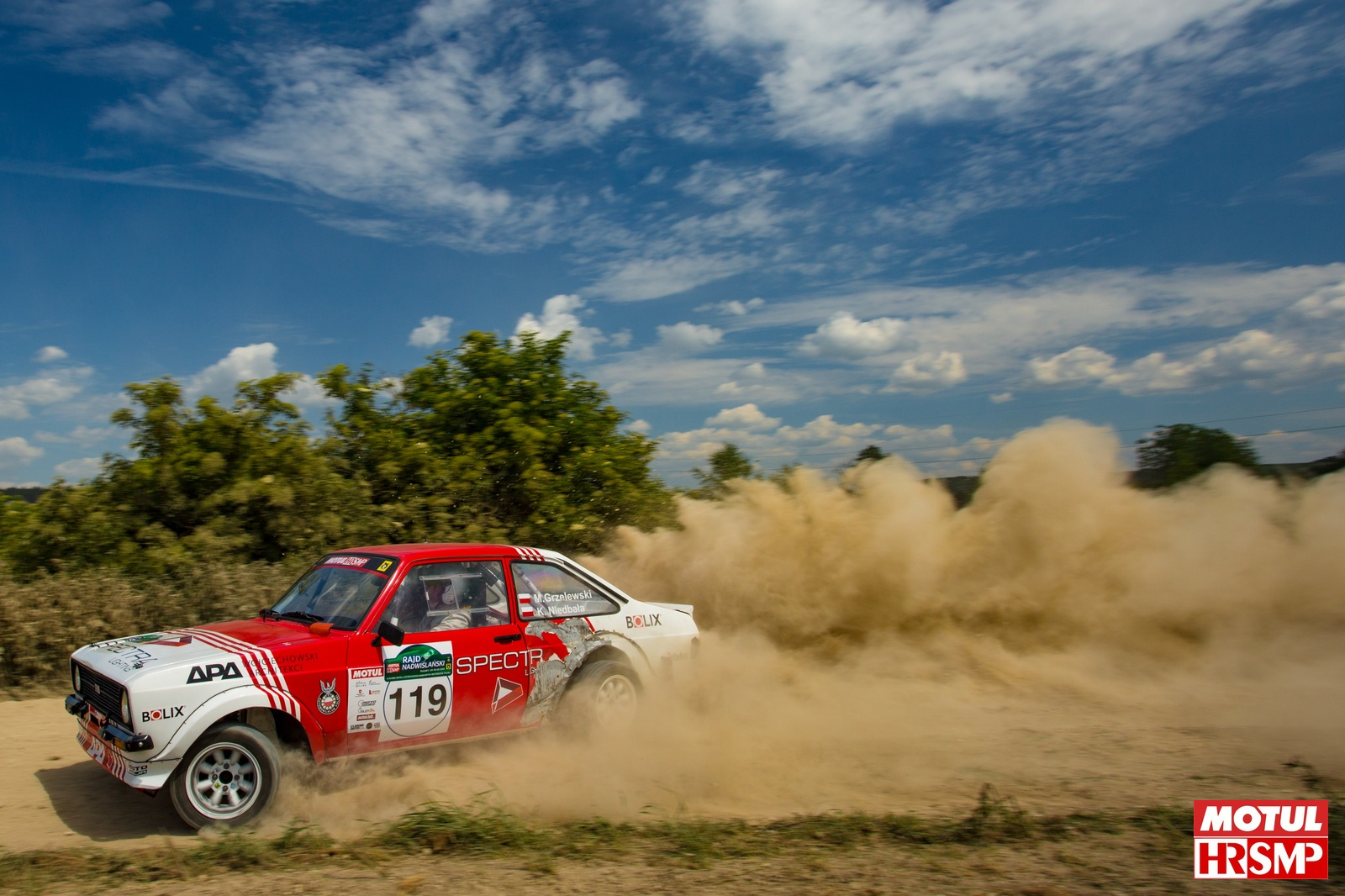
Marcin Grzelewski – Krzysztof Niedbała Ford Escort RS Rajd Nadwislański HRSMP 2018

Cykl jest przeznaczony dla zawodników licencjami kierowców R oraz pilotów z licencjami R, R co-driver lub RN, ale jest również otwarty dla kierowców z licencją RN, którzy już po dwóch ukończonych rajdach bez pomiaru czasu otrzymują licencję R.

## Wyniki sezonu 2019
Podstawowa klasyfikacja w HRSMP obejmuje 4 kategorie wiekowe FIA, Historyczną Klasyfikację Generalną obejmującą kategorie FIA oraz dwie kategorie PZM. Według aktualnych wyników sezonu 2019 Motul HRSMP zdobywcami tytułów mistrzowskich w podstawowych klasyfikacjach zostali:
| Kategoria FIA 1 (1931- 1969)     | Kierowca           | Pilot                |
| -------------------------------- | ------------------ | -------------------- |
| Mistrz Polski                    | Tomasz Curyło      | Jarosław Skwarek     |
| Wicemistrz Polski                | Andrzej Wodziński  | Marek Kaczmarek      |
| Kategoria FIA 2 (1970- 1975)     | Kierowca           | Pilot                |
| Mistrz Polski                    | Piotr Kiepura      | Mateusz Galle        |
| Wicemistrz Polski                | –                  | –                    |
| II wicemistrz Polski             | –                  | –                    |
| Kategoria FIA 3 (1976 – 1981)    | Kierowca           | Pilot                |
| Mistrz Polski                    | Piotr Zaleski      | Piotr Szadkowski     |
| Wicemistrz Polski                | Mirosław Miernik   | Piotr Mitręga        |
| II wicemistrz Polski             | Andrzej Banaś      | Rafał Chronowski     |
| Kategoria FIA 4/J1 (1982 – 1985) | Kierowca           | Pilot                |
| Mistrz Polski                    | Jerzy Skrzypek     | Krzysztof Marczewski |
| Wicemistrz Polski                | Tymoteusz Rogowski | Domosław Rogowski    |
| II wicemistrz Polski             | Witold H. Molicki  | Witold M.Molicki     |
| Kategoria FIA 4/J2 (1986 – 1990) | Kierowca           | Pilot                |
| Mistrz Polski                    | Robert Luty        | Marcin Celiński      |
| Wicemistrz Polski                | Filip Stopa        | Domosław Rogowski    |
| II wicemistrz Polski             | Marcin Grzelewski  | Krzysztof Niedbała   |

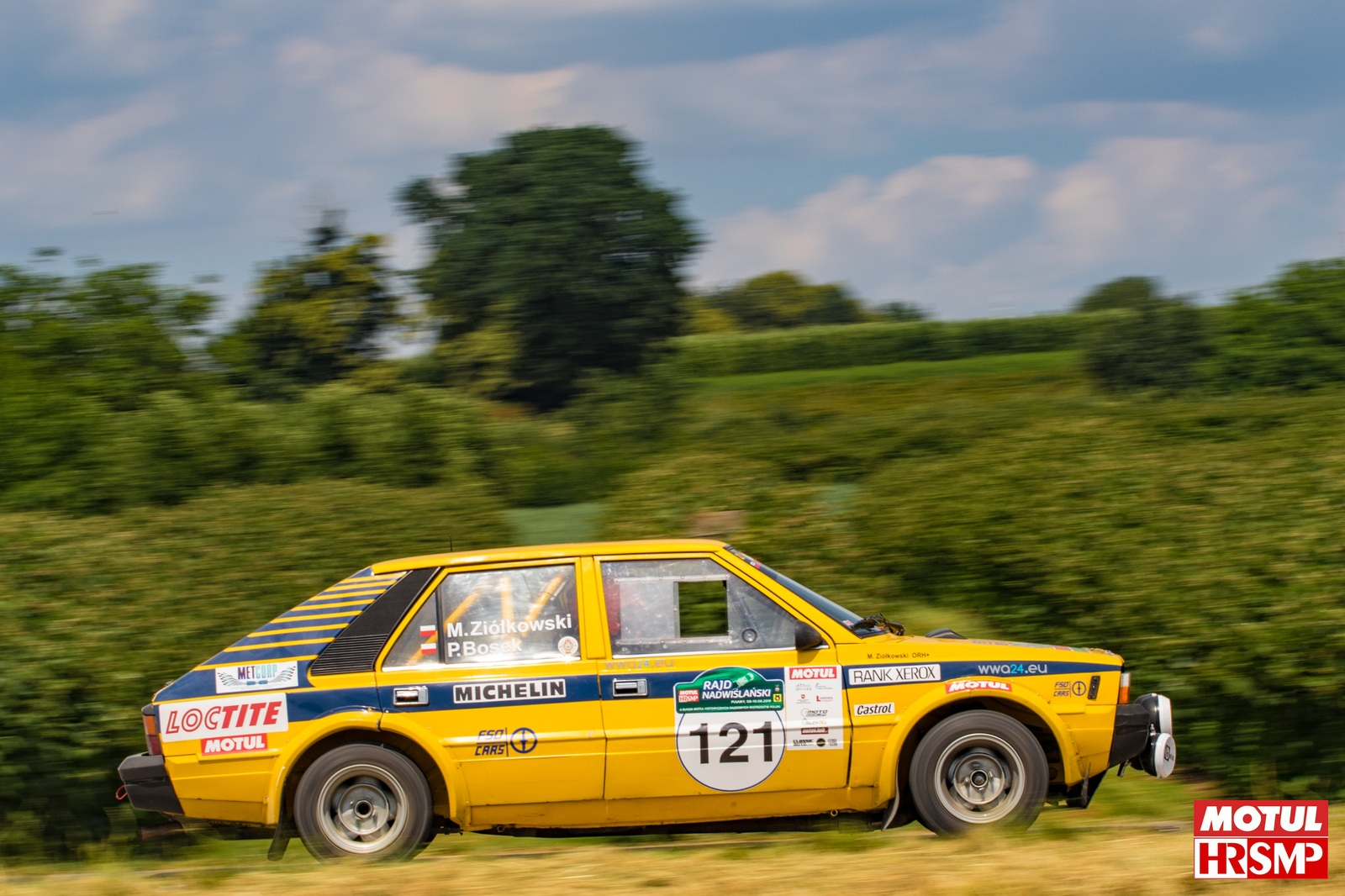
Mariusz Ziółkowski – Przemysław Bosek Polonez 2000 Rajd Nadwislański HRSMP 2018

W Historycznej Klasyfikacji Generalnej
| Historyczna Klasyfikacja Generalna | Kierowca       | Pilot                |
| ---------------------------------- | -------------- | -------------------- |
| Mistrz Polski                      | Robert Luty    | Marcin Celiński      |
| Wicemistrz Polski                  | Jerzy Skrzypek | Krzysztof Marczewski |
| II wicemistrz Polski               | Piotr Kiepura  | Mateusz Galle        |

W klasyfikacjach PZM
| Kategoria PZM 5 (2WD) | Kierowca             | Pilot           |
| --------------------- | -------------------- | --------------- |
| Mistrz Polski         | Jakub Wolski         | Bartosz Krawiec |
| Wicemistrz Polski     | Wojciech Goździewicz | Joanna Madej    |
| II wicemistrz Polski  | Elefant              | –               |
| Kategoria PZM 6 (4WD) | Kierowca             | Pilot           |
| Mistrz Polski         | Mariusz Polak        | Tadeusz Gargas  |
| Wicemistrz Polski     | –                    | –               |
| II wicemistrz Polski  | –                    | –               |

W klasyfikacjach Zespołowych
| Klasyfikacja zespołów sponsorskich  | Klasyfikacja zespołów sponsorskich |
| ----------------------------------- | ---------------------------------- |
| Mistrz Polski                       | M&C Historic Rally Team            |
| Wicemistrz Polski                   | GAZMOT Motorsport                  |
| II wicemistrz Polski                | Solidexpert Team                   |
| Klasyfikacja zespołów producenckich |                                    |
| Mistrz Polski                       | –                                  |
| Wicemistrz Polski                   | –                                  |
| II wicemistrz Polski                | –                                  |
| Klasyfikacja Klubowa                |                                    |
| Mistrz Polski                       | Automobilklub Krakowski            |
| Wicemistrz Polski                   | Automobilklub Polski               |
| II wicemistrz Polski                | Automobilklub Biecki               |